# Крапивновское сельское поселение
Крапи́вновское сельское поселение — муниципальное образование в составе Тейковского района Ивановской области.
Административный центр — село Крапивново.

## История
Крапивновское сельское поселение образовано 11 января 2005 года в соответствии с Законом Ивановской области № 4-ОЗ.

## Население
| 2002  | 2010  | 2011  | 2012  | 2013  | 2014  | 2015  |
| ----- | ----- | ----- | ----- | ----- | ----- | ----- |
| 1305  | ↘1145 | ↘1138 | ↘1121 | ↘1091 | ↘1062 | ↘1043 |
| 2016  | 2017  | 2018  | 2019  | 2020  | 2021  |       |
| ↘1038 | ↘1004 | ↘963  | ↘948  | ↘935  | ↘770  |       |

## Состав
| №  | Населённый пункт | Тип населённого пункта       | Население |
| -- | ---------------- | ---------------------------- | --------- |
| 1  | Алферовка        | деревня                      | 45        |
| 2  | Бирюково         | деревня                      | ↘11       |
| 3  | Богатырево       | село                         | ↘48       |
| 4  | Большие Вязовицы | деревня                      | ↘22       |
| 5  | Голебтово        | деревня                      | ↘0        |
| 6  | Кондраково       | деревня                      | ↘114      |
| 7  | Крапивново       | село, административный центр | ↗543      |
| 8  | Красницы         | деревня                      | ↘15       |
| 9  | Лукьяново        | деревня                      | ↘10       |
| 10 | Марьино          | деревня                      | ↘0        |
| 11 | Мосяково         | деревня                      | ↘25       |
| 12 | Новокутишево     | деревня                      | 0         |
| 13 | Пантелеево       | деревня                      | ↘4        |
| 14 | Плосково         | деревня                      | ↘3        |
| 15 | Попино           | деревня                      | ↘0        |
| 16 | Сахтыш           | село                         | ↘284      |
| 17 | Сухово           | деревня                      | ↘14       |
| 18 | Третьяково       | деревня                      | ↘0        |
| 19 | Хмельники        | деревня                      | ↘7        |